# Traktat z Rarotonga

     Strony Traktatu z Rarotonga
Traktat z Rarotonga (ang. South Pacific Nuclear Free Zone Treaty) – układ o utworzeniu strefy bezatomowej na obszarze południowo-wschodniego Pacyfiku, podpisany 6 sierpnia 1985 na wyspie Rarotonga. Spisany w języku angielskim. Zgodnie z art. 15 obowiązuje od zdeponowania 8 ratyfikacji, co nastąpiło 11 grudnia 1986 r. Depozytariuszem wedle art. 16 jest Sekretariat Forum Południowego Pacyfiku (South Pacific Forum). Zgodnie z art. 102 Karty Narodów Zjednoczonych zarejestrowany w Sekretariacie ONZ.  Do układu należy 13 państw.